# 文世琳
文世琳（韓語：문세림；1984年3月12日—）是大韓民國的车模及健美女神，大韓健身協會（대한보디빌딩협회）的國家代表選手。因其健身照而走红网络。

## 職業生涯

### 演出
- 文化放送（MBN）的真实案例重演剧《不可思议的故事 – 实际状况》《기막힌 이야기 – 실제상황》[2]。

### 模特兒
- 2014年 － 為G-Star NHN娛樂（朝鲜语：NHN엔터테인먼트）擔任模特兒工作
- 2013年 － 為首爾國際車展的現代自動車展館擔任車模
- 2013年 － 為 Korea Speed Festival 的現代自動車展館擔任車模
- 2011年 － 亞洲模特兒協會執行委員[2]

## 得獎
- 2016年 － 2016年亞洲模特兒節的韓國車模展及頒獎禮奪得跑車車模獎
- 2015年 － NFC全國健美比賽的女子比基尼健美組冠軍[1]
- 2010年 － 傑特女孩超模韓國搜索大賽的特別獎與星獎
- 2009年 － 第二屆新人賽車模特大賽銅獎[2]
- 2008年 － 吉恩環境模特兒選拔大會

## 參看
- 鄭多燕

## 外部連結
- 문세림 다음 팬카페 （页面存档备份，存于）
- 文世琳的X（前Twitter）
- 文世琳的Facebook專頁
- 문세림 네이버 인물